# Vespula germanica
Vespula germanica és una espècie d'himenòpter apòcrit de la família dels vèspids (Vespidae) distribuïda a la majoria de l'hemisferi nord i parts del sud, incloent-hi la península Ibèrica.

## Característiques
Les obreres de V. germanica amiden uns 13 mm i pesen de 74,1 ± 9,6 mg, i tenen una coloració negra i groga. És molt semblant a Vespula vulgaris, però certs trets les permeten diferenciar. V. germanica té tres punts negres a la cara, mentre que V. vulgaris té una marca en forma d'àncora, V. germanica té punts negres separats a l'abdomen mentre que V. vulgaris té les marques anàlogues fusionades amb els anells, de forma que el patró és diferent.

## Distribució
Nativa d'Europa, Àfrica del Nord, i l'Àsia temperada. Ha estat introduïda i establerta a molts altres llocs, incloent-hi Amèrica del Nord, Amèrica del Sud (Argentina i Xile), Austràlia i Nova Zelanda.